# Брамеи
Брамеи, или волнистые павлиноглазки, или струйчатые павлиноглазки (лат. Brahmaeidae) — небольшое семейство чешуекрылых, ведущих сумеречный и ночной образ жизни.

## Описание
Бабочки крупные с размахом крыльев 80—130 мм, у отдельных видов — до 160 мм. Тело массивное, густо опушённое волосками. Крылья широкие, преимущественно с закруглённым внешним краем. Цветовой фон крыльев от коричневого до чёрного. Рисунок на крыльях представлен концентрическими чередующимися волнистыми светлыми и тёмными линиями у корня и в дистальной половине крыльев, а также извилистой прикраевой каймой. Рисунок состоит из большого числа светлых волнистых линий. Усики перистые, с 2 парами выростов на каждом членике, у самок выросты значительно короче. Глазки отсутствуют. Хоботок недоразвитый; губные щупики длинные, округлые на вершине, загнуты вверх и торчат впереди лба. Ноги укороченные; голени средней пары ног с 1 парой шпор, голени задних ног с 2 парами шпор.
Сумеречные и ночные бабочки.
Гусеницы крупные, в младших возрастах с длинными роговидными выростами — парными на II, III и IX сегментах и непарным на VIII сегменте. У взрослых гусениц выросты исчезают, остаётся только мозолевидный бугор сверху VIII сегмента. Гусеницы трофически связаны с несколькими близкими видами растений, главным образом с маслинными (Oleaceae).

## Ареал и виды
Семейство объединяет более чем 20 видов, распространённых на территории Азии, Европы и Африки. В Палеарктике встречается 6 видов. На территории стран СНГ обитает 3 вида.

## Систематика семейства
- Acanthobrahmaea
  - Acanthobrahmaea europaea (Hartig, 1963) — Брамея европейская — Италия
- Brahmaea
  - Brahmaea certhia (Fabricius, 1793) — Китай, Южная Корея
  - Brahmaea christophi Staudinger, 1879 — Брамея Христофа — Талыш.
  - Brahmaea ledereri (Rogenhofer, 1873) — Брамея Ледерера — Сирия, Турция, Аджария
  - Brahmaea litserra H.L. Hao, X.R. Zhang & J.K. Yang, 2002
  - Brahmaea loeffleri Naumann & Brosch, 2005
  - Brahmaea lunulata Bremer et Grey, 1853 — Брамея дальневосточная (=tancrei Austaut, 1896; =Brachygnatha diastemata Zhang & Yang, 1993) — Корея, Северо-Восточный и Северный Китай, юг Дальнего Востока России (Среднее Приамурье, Приморье)
  - Brahmaea naessigi Naumann & Brosch, 2005
  - Brahmaea paukstadtorum Naumann & Brosch, 2005
  - Brahmaea porphyria Chu & Wang, 1977
- Brahmophthalma
  - Brahmophthalma wallichii (Gray, 1831) — Брамея Уоллиха (=Brahmaea wallichii, =Brahmaea conchifera, = Bombyx wallichii) — Индия, Южная Азия
  - Brahmophthalma japonica (Butler, 1873) — Япония
  - Brahmophthalma ardjoeno (Kalis, 1934) — Индонезия
  - Brahmophthalma celebica (Toxopeus, 1939) — Индонезия
- Brahmidia
  - Brahmidia hearseyi (White, 1862) (= Brahmophthalma hearseyi) — Южная Азия
  - Brahmidia polymehntas H.L. Hao, X.R. Zhang & J.K. Yang, 2002
- Calliprogonos
  - Calliprogonos miraculosa (Mell, 1937) — Китай
- Dactyloceras
  - Dactyloceras barnsi — Руанда, Конго
  - Dactyloceras bramarbas (Karsch, 1895) — Камерун
  - Dactyloceras canui
  - Dactyloceras conjuncta (Strand, 1911)
  - Dactyloceras ducarmei — Конго, ЦАР
  - Dactyloceras karinae — Камерун
  - Dactyloceras lucina (Drury, 1782) — Восточная и Центральная Африка
  - Dactyloceras nebulosum (Brosch et al., 2002) — Камерун
  - Dactyloceras noellae — Кения
  - Dactyloceras ostentator — Камерун
  - Dactyloceras swanzii
  - Dactyloceras vingerhoedti — Танзания
  - Dactyloceras widenmani — Тропическая Африка
- Spiramiopsis
  - Spiramiopsis comma — Тропическая Африка
- Lemonia
  - Lemonia balcanica (Herrich-Schäffer, 1847)
  - Lemonia ballioni (Christoph, 1888)
  - Lemonia beirutica Daniel, 1965
  - Lemonia dumi (Linnaeus, 1761)
  - Lemonia pauli Staudinger, 1894
  - Lemonia peilei Rothschild, 1921
    - Lemonia peilei farsica Wiltshire, 1946
    - Lemonia peilei klapperichi Wiltshire, 1961 (Туркменистан)
    - Lemonia peilei talhouki Wiltshire, 1952

  - Lemonia philopalus Donzel, 1842
  - Lemonia pia Püngeler, 1902
    - Lemonia pia friedeli Witt, 1979
    - Lemonia pia pia

  - Lemonia ponticus (Aurivillius, 1894)
  - Lemonia sacrosancta Püngeler, 1902
  - Lemonia sardanapalus Staudinger, 1887  (Туркменистан)
  - Lemonia strigata Rebel, 1910
  - Lemonia taraxaci (Denis & Schiffermüller, 1775)
  - Lemonia vallantini Oberthür, 1890